# Lagunillas (Bolivia)
Lagunillas es una localidad y municipio de Bolivia, capital de la provincia de Cordillera en el departamento de Santa Cruz. Geográficamente pertenece a la región geográfica del Chaco boliviano. La localidad se encuentra a los pies del cerro Incahuasi, donde se conecta por caminos de tierra hacia Muyupampa, Camiri y Santa Cruz de la Sierra. Fue una de las poblaciones donde vivió el presidente de la República de Bolivia, Mariano Melgarejo.

## Geografía
El municipio de Lagunillas ocupa la parte occidental de la provincia Cordillera al suroeste del departamento de Santa Cruz. Limita al norte y al este con el municipio de Gutiérrez, al suroeste y sur con el municipio de Camiri, y al oeste con el departamento de Chuquisaca.
Las características topográficas del municipio corresponden a las últimas estribaciones de la Cordillera de los Andes, constituida por pequeñas colinas moderadamente escarpadas con regiones planas. Los principales ríos son el Parapetí, Ñancahuazú, la Laguna Peña y Taparasi.

## División administrativa
Lagunillas es la capital de la provincia de Cordillera y según el INE es categorizado como un municipio rural, considerando que las poblaciones con menos de 2.000 habitantes, deben tener dicha condición.
El municipio se encontraba dividido en dos cantones hasta el 2009: Lagunillas con 17 comunidades y Aquio con 14 comunidades. De las 31 comunidades que integran los dos cantones sólo Lagunillas e Ipati presentan una distribución característica de centros urbanos, teniendo la mayor concentración poblacional.
Los cantones son unidades político administrativas territoriales dependientes del Gobierno municipal, a partir de las cuales se planifica y administra el desarrollo del municipio. En el gráfico siguiente se ilustra la estructura administrativa del municipio de Lagunillas. 
Dentro de la jurisdicción del municipio de Lagunillas se encuentran en funcionamiento y operatividad 10 Comunidades Campesinas, 21 Comunidades Indígenas Guaraníes y 1 Junta Vecinal, organizadas de acuerdo a sus usos y costumbres.

## Demografía
De acuerdo con el censo boliviano de 2024, la población del municipio de Lagunillas es de 5 910 habitantes.
La población del municipio aumentó aproximadamente un 40 por ciento entre 1992 y 2024:
| Año  | Habitantes (municipio) | Fuente |
| ---- | ---------------------- | ------ |
| 1992 | 4 250                  | Censo  |
| 2001 | 5 283                  | Censo  |
| 2012 | 5 366                  | Censo  |
| 2024 | 5 910                  | Censo  |

El análisis demográfico de la zona de estudio se realizó sobre la base de los datos del Censo Nacional de Población y Vivienda realizado por el Instituto Nacional de Estadística (INE) el año 2007. También se han considerado algunas proyecciones de población para el periodo 2000-2010 realizadas por el INE. 
El municipio tiene a sus habitantes en áreas dispersas en su mayoría, y sólo en la capital y la comunidad de Ipati está concentrada.
| Descripción              | N.º de habitantes | Hombres | Mujeres |
| ------------------------ | ----------------- | ------- | ------- |
| Centros poblados         | 1592              | 697     | 895     |
| Población del área rural | 4329              | 1326    | 1928    |

En el municipio sus habitantes se distribuyen de forma dispersa y organizada en estructuras comunales. Según el PDM 2007-2011, Lagunillas cuenta con 5.921 habitantes en todo su territorio, registrando una densidad poblacional actual de 5,2 habitantes por kilómetro cuadrado. En la actualidad el 73,11% de la población total de Lagunillas está asentada en el área rural del municipio, mientras que el restante 26,88% viven en los centros poblados.

### Pobreza
El INE realiza las estimaciones de pobreza en Bolivia en base al indicador NBI (Necesidades Básicas Insatisfechas). El municipio de Lagunillas según los criterios de categorización poblacional del INE, está considerado dentro de la categoría “B” de acuerdo con las variables de Incidencia de Pobreza (75% o más) y Auto Identificación Indígena (0 a 75%).
Según el PDM 2007-2011, el municipio de Lagunillas presenta un nivel de pobreza de 88,5%, siendo que el nivel de toda la provincia es el 72,2%. Esto significa que de los 1.182 hogares que presenta el municipio, 1046 hogares son pobres (considerándose como hogares pobres aquellos que no pueden satisfacer sus necesidades básicas de educación, salud y la vivienda con sus características básicas de infraestructura, luz y agua).

## Economía
La principal actividad de las comunidades del municipio es la agricultura. El cultivo del maíz es destinado a la subsistencia de todas las comunidades, junto al fréjol, maní, zapallo, kumanda, sandía, yuca y arroz. Como subproductos se obtiene queso, leche y harina de maíz.
En Lagunillas la actividad ganadera es mínima ya que el número de cabezas es reducido siendo utilizado como apoyo a la producción y para el consumo familiar. La actividad artesanal se limita al tejido, trabajo en arcilla, madera y cuero, actividad que genera ingresos limitados.
En el municipio existen recursos forestales aunque no son abundantes. En cuanto a recursos minerales, Lagunillas cuenta con yacimientos de yeso y piedra caliza.
Dispone de lugares turísticos como la Ruta del Che que siguió Ernesto Che Guevara, el mirador de Guajira, la comunidad Ñancahuazú, el cerro Incahuasi y la Laguna La Peña.

## Transporte
Lagunillas se encuentra a 277 kilómetros por carretera al sur de Santa Cruz de la Sierra, capital del departamento.
Desde Santa Cruz, la ruta troncal pavimentada Ruta 9 conduce en dirección sur a través de Cabezas e Ipitá hasta el cruce de la Ruta 6 en el pueblo de Ipati, 32 kilómetros al norte de Camiri. Desde Ipati, la Ruta 6 se dirige hacia el noroeste y después de 22 kilómetros llega a Lagunillas.